# Richard Hill de Hawkstone
Richard Hill de Hawkstone Hall, Shropshire, (baptisé à Hodnet, Shropshire, le 23 mars 1655 et décédé célibataire à Richmond, Surrey, le 11 juin 1727, à l'âge de 72 ans). Il est connu comme «le Grand Hill», diplomate, fonctionnaire et homme d'État, qui accumule une grande richesse grâce à une série de nominations rentables et de transactions judicieuses.

## Biographie
Il est le deuxième fils de Rowland Hill (baptisé 1623?) de Hawkstone et son épouse, Margaret Whitehall de Doddington, Shropshire. Il fait ses études à la Shrewsbury School et est admis au St John's College de Cambridge (BA 1679; MA 1682) et est ordonné diacre. En 1675, il travaille comme tuteur pour les fils de Richard Boyle (1er comte de Burlington), puis pour les enfants de Laurence Hyde (1er comte de Rochester). Grâce à Hyde, il fait la connaissance de Richard Jones (1er comte de Ranelagh), payeur des forces, par lequel il est nommé payeur adjoint de Guillaume III auprès de l'armée en Flandre pendant la Guerre de la Ligue d'Augsbourg, de 1688 à 1696.
Dans les années 1690 et au début du XVIIIe siècle, il occupe plusieurs postes éminents. Il est diplomate pendant la guerre de Succession d'Espagne, envoyé à Maximilien-Emmanuel de Bavière à Bruxelles, et au duc de Savoie à Turin, qu'il persuade de rejoindre la Ligue d'Augsbourg. Hill fait des alliés les garants des Vaudois, une secte hérétique médiévale, plus tard protestants, qui ont subi des siècles de persécution par les ducs de Savoie, et ils ont obtenu la tolérance, de sorte que les pasteurs vaudois l'ont placé "à la tête de nos Néhémie" (Correspondance diplomatique, 2.973).
En 1699, il est ambassadeur à la cour de La Haye. Il retourne en Angleterre pour devenir commissaire de l'Amirauté (1702–08). Il est nommé Lord du Trésor (1699-1702) et conseiller du prince George de Danemark, le prince consort de la reine Anne. Guillaume III «a souvent déclaré qu'il n'avait jamais employé deux ministres de plus grande vigilance, capacité et vertu que vous, mon Seigneur et le révérend M. Hill» (selon une dédicace de 1720 à John Robinson, évêque de Londres, qui a été Lord du sceau privé).
Il occupe un dernier poste diplomatique à Bruxelles, mais il prend sa retraite en 1710 en raison de problèmes de santé, entrant dans les ordres sacrés de l'Église d'Angleterre. Il refuse un évêché dans l'espoir de prendre celui d'Ely et devient membre du Collège d'Eton en 1714. Il vit tranquillement en tant que locataire à Cleveland House, St James's, et à Trumpeters 'House au Old Palace, Richmond, où «il était très fréquenté par les personnes les plus éminentes de l'époque [et] la famille royale lui montra des salutations très particulières. »(Gilbert Burnet, 4.318).
Il hérite de Hawkstone Hall en 1700 et réorganise le manoir et le parc selon ses propres plans. Avec la fortune qu'il a tirée de son poste de payeur (augmentée par la suite par des prêts, des investissements et des hypothèques), il étend ses domaines à Tern Hall, Atcham, près de Shrewsbury (aujourd'hui Attingham Park), et à Shenstone, Staffordshire, et achète systématiquement des domaines dans de nombreux comté, notamment le Shropshire, le Staffordshire et le Warwickshire, augmentant ainsi son héritage déjà substantiel dans le but de fonder une dynastie durable. Il assure la richesse et l'influence des Hill comme l'une des grandes familles et des propriétaires fonciers du Shropshire du XVIIIe siècle au XIXe siècle, dotant généreusement trois neveux, en particulier son protégé Rowland Hill de Hawkstone (1705-1783), qui reçoit un titre de baronnet à sa demande en 1727 et est plus tard le père de Richard Hill (2e baronnet) (1732-1808) et Rowland Hill (prédicateur) (en) (1744-1833).